# سیارک ۲۴۶۴۷
سیارک ۲۴۶۴۷ (به انگلیسی: 24647 Maksimachev، نامگذاری:1985QL5) بیست و چهار هزار و ششصد و چهل و هفتمین سیارک کشف شده‌است که در ۲۳ اوت ۱۹۸۵ کشف شد.
قدر مطلق سیارک برابر ۱۳.۵ است.